# Amphelasma cavum
Amphelasma cavum är en skalbaggsart som först beskrevs av Thomas Say 1835.  Amphelasma cavum ingår i släktet Amphelasma och familjen bladbaggar. Utöver nominatformen finns också underarten A. c. vicinum.